# Jean-Baptiste Nicolas Henri Boyer
Pour les articles homonymes, voir Général Boyer et Boyer.
Jean Baptiste Nicolas Henry Boyer, né le 9 juillet 1775 à Belfort (Alsace), et mort le 30 octobre 1813 à Leipzig (Allemagne), est un général français de la Révolution et de l’Empire.

## États de service
Il entre en service le 1er décembre 1793, au 12e bataillon de volontaires du Doubs, il sert à l'armée du Rhin, puis il passe à l'armée d'Italie en 1794. Il devient sous-lieutenant aide de camp du général Lannes le 8 septembre 1796, et il est grièvement blessé à la tête lors de la bataille d'Arcole le 15 novembre 1796. Nommé lieutenant sur le champ de bataille, il obtient son brevet de capitaine le 22 septembre 1797, au 4e régiment de chasseurs à cheval.
En 1797 et 1798, il sert à l'armée de l'Ouest, puis à l'armée de Batavie en 1799. Il se distingue à Saint-Cloud le 18 brumaire, et reçoit un sabre d'honneur pour sa conduite en la circonstance. Le 11 janvier 1800, il devient chef d'escadron au 13e régiment de cavalerie, et il est envoyé à l'armée du Rhin. Il est fait chevalier de la Légion d'honneur le 14 juin 1804, et il fait les campagnes de 1805 et 1806, à la Grande Armée.
Major le 12 janvier 1807, il passe en cette qualité au 10e régiment de Hussards le 18 janvier suivant. En 1807, il participe à la campagne de Pologne, et en 1809, il est employé à l'armée d'Allemagne. Le 3 septembre 1809, il est adjudant commandant auprès du général Drouet, et le 16 octobre 1809, il devient chef de d'état-major général du 7e corps. Il est mis en disponibilité en 1810, et il est créé chevalier de l'Empire le 16 décembre 1810.
Le 9 février 1811, il est affecté à Toulon, et le 25 février 1812, il est chef d'état-major de la division Princière. Après la campagne de Russie, il est employé au 2e corps de cavalerie de la Grande Armée en 1813.

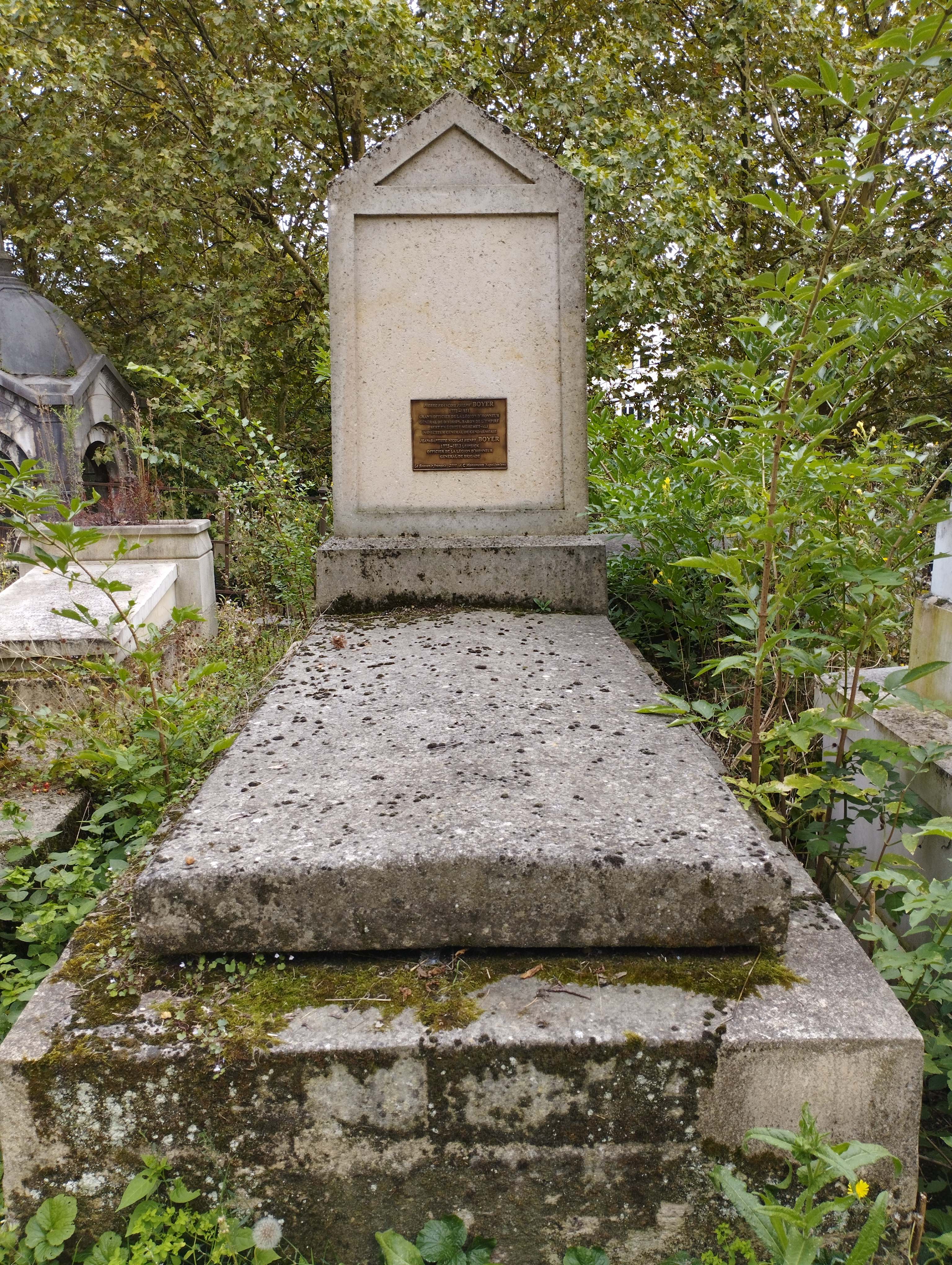
Tombe de Jean-Baptiste Nicolas Henri Boyer au cimetière du Père-Lachaise (division 36).

Il est promu général de brigade le 28 septembre 1813, commandant la cavalerie du 5e corps de la Grande Armée, et il a une jambe emportée lors d'une charge à Freyburg le 18 octobre 1813. Il meurt de ses blessures le 30 octobre 1813 à Leipzig, et est inhumé au cimetière du Père-Lachaise (division 36).

## Distinctions
- Il fait partie des 660 personnalités à avoir son nom gravé sous l'arc de triomphe de l'Étoile.
- Chevalier de la Légion d'honneur (1804)[1]
- Chevalier de l'Empire

## Sources
- Jean Tulard, Dictionnaire Napoléon, tome 1, Fayard, 1987.
- Jacques Charavay, Les généraux morts pour la patrie, 1792-1871 : notice biographiques, Au siège de la société, 1893, 261 p. (lire en ligne), p. 183.